# 向宝 (明)
向 宝（しょう ほう、1366年 - 1428年）は、明代の官僚。字は克忠、号は疏庵。本貫は隆興府進賢県。

## 生涯
1385年（洪武18年）、進士に及第した。兵部員外郎に任じられた。9年のあいだ過失がなく、通政使に抜擢された。応天府尹に転じた。建文年間、事件に連座して広西に流された。1403年（永楽元年）1月、向宝は召し出されて復職した。1404年（永楽2年）12月、再び事件に連座して獄に下された。1410年（永楽8年）10月、両浙都転運塩司判官に降格した。皇太子朱高熾の知遇を得た。1424年（永楽22年）10月、向宝は左僉都御史となった。まもなく右都御史・兼詹事となり、両職の俸禄を給与された。ほどなく詔に応じて八事を陳述し、その意見の多くは採用された。1426年（宣徳元年）、南京に転出した。1428年（宣徳3年）閏4月、北京に入朝して謁見を受けた。宣徳帝は向宝の老衰を憐れみ、致仕を命じた。8月、向宝は帰郷する道中に死去した。著書に『疏庵稿』があった。